# Alexandru Sergiu Grosu
Alexandru Sergiu Grosu (Chișinău, 16 maggio 1986) è un ex calciatore moldavo, di ruolo attaccante.

## Statistiche

### Cronologia presenze e reti in nazionale
| Cronologia completa delle presenze e delle reti in nazionale ― Moldavia | Cronologia completa delle presenze e delle reti in nazionale ― Moldavia | Cronologia completa delle presenze e delle reti in nazionale ― Moldavia | Cronologia completa delle presenze e delle reti in nazionale ― Moldavia | Cronologia completa delle presenze e delle reti in nazionale ― Moldavia | Cronologia completa delle presenze e delle reti in nazionale ― Moldavia | Cronologia completa delle presenze e delle reti in nazionale ― Moldavia | Cronologia completa delle presenze e delle reti in nazionale ― Moldavia |
| Data                                                                    | Città                                                                   | In casa                                                                 | Risultato                                                               | Ospiti                                                                  | Competizione                                                            | Reti                                                                    | Note                                                                    |
| ----------------------------------------------------------------------- | ----------------------------------------------------------------------- | ----------------------------------------------------------------------- | ----------------------------------------------------------------------- | ----------------------------------------------------------------------- | ----------------------------------------------------------------------- | ----------------------------------------------------------------------- | ----------------------------------------------------------------------- |
| 14-8-2013                                                               | Chișinău                                                                | Moldavia                                                                | 1 – 1                                                                   | Andorra                                                                 | Amichevole                                                              | -                                                                       | 68’                                                                     |
| Totale                                                                  |                                                                         | Presenze                                                                | 1                                                                       |                                                                         | Reti                                                                    | 0                                                                       |                                                                         |

## Palmarès

### Club

#### Competizioni nazionali
- Coppa di Moldavia: 1

Tiraspol: 2012-2013
- Supercoppa di Moldavia: 1

Zimbru Chișinău: 2014